# Grand Prix international de Dottignies 2014
La 13e édition du Grand Prix international de Dottignies a eu lieu le 7 avril 2014. La course fait partie du calendrier international féminin UCI 2014 en catégorie 1.2 et de la Lotto Cycling Cup pour Dames 2014. Elle est remportée par l'Italienne Giorgia Bronzini.

## Parcours
Le parcours réalise un grand tour de 59,2 km avant de réaliser quatre tours d'un circuit long de 14,4 km.

## Classements

### Classement final
| \| Classement général \| Classement général \| Classement général \| Classement général \| Classement général \| \| Coureuse \| Coureuse \| Pays \| Équipe \| Temps \| \| ------------------ \| ------------------ \| ------------------ \| ------------------------------- \| ------------------ \| \| 1re \| Giorgia Bronzini \| Italie \| Wiggle Honda \| 3 h 25 min 12 s \| \| 2e \| Shelley Olds \| États-Unis \| Alé Cipollini \| + 0 s \| \| 3e \| Lucy van der Haar \| Royaume-Uni \| Giant-Shimano \| + 0 s \| \| 4e \| Elena Cecchini \| Italie \| Estado de México-Faren \| + 0 s \| \| 5e \| Roxane Fournier \| France \| Poitou-Charentes.Futuroscope.86 \| + 0 s \| \| 6e \| Aude Biannic \| France \| Lointek \| + 0 s \| \| 7e \| Maaike Polspoel \| Belgique \| Giant-Shimano \| + 0 s \| \| 8e \| Nina Kessler \| Pays-Bas \| Boels Dolmans \| + 0 s \| \| 9e \| Mia Radotić \| Croatie \| BTC City Ljubljana \| + 0 s \| \| 10e \| Annalisa Cucinotta \| Italie \| Servetto Footon \| + 0 s \| |                    |             |                                 |                 |
| |                    |             |                                 |                 |
| Source : ProCyclingStats |                    |             |                                 |                 |
| Classement général |                    |             |                                 |                 |
| Coureuse | Coureuse           | Pays        | Équipe                          | Temps           |
| 1re | Giorgia Bronzini   | Italie      | Wiggle Honda                    | 3 h 25 min 12 s |
| 2e | Shelley Olds       | États-Unis  | Alé Cipollini                   | + 0 s           |
| 3e | Lucy van der Haar  | Royaume-Uni | Giant-Shimano                   | + 0 s           |
| 4e | Elena Cecchini     | Italie      | Estado de México-Faren          | + 0 s           |
| 5e | Roxane Fournier    | France      | Poitou-Charentes.Futuroscope.86 | + 0 s           |
| 6e | Aude Biannic       | France      | Lointek                         | + 0 s           |
| 7e | Maaike Polspoel    | Belgique    | Giant-Shimano                   | + 0 s           |
| 8e | Nina Kessler       | Pays-Bas    | Boels Dolmans                   | + 0 s           |
| 9e | Mia Radotić        | Croatie     | BTC City Ljubljana              | + 0 s           |
| 10e | Annalisa Cucinotta | Italie      | Servetto Footon                 | + 0 s           |

### Points UCI
| Position           | 1er | 2e | 3e | 4e | 5e | 6e | 7e | 8e | 9e | 10e |
| Classement général | 40  | 30 | 16 | 12 | 10 | 8  | 6  | 3  | 2  | 1   |